# 마포사는 황부자
《마포사는 황부자》(麻浦사는 黃富者)는 1965년에 개봉한 대한민국의 영화이다.

## 캐스팅
- 김승호
- 도금봉
- 남궁원
- 최지희
- 허장강
- 주선태
- 정애란
- 주향미
- 조희란
- 박윤상
- 노국형
- 안성길
- 윤왕국
- 지방열
- 박경주
- 김웅
- 김지영
- 추봉
- 임운학
- 지계순
- 박병기
- 이혁
- 석귀녀
- 김수천
- 노동환
- 전영선
- 국효
- 전옥